# Citadelle Tuancheng
La citadelle Tuancheng (chinois simplifié : 团城演武厅 ; chinois traditionnel : 團城演武廳 ; pinyin : tuánchéng yǎnwǔtīng) ou citadelle Jianruiying (健锐营演武厅, 健銳營演武廳, jiànruìyíng yǎnwǔtīng) est une forteresse construite au XVIIIe siècle à Pékin en République populaire de Chine.
Il est classé en 2006, sur la 6e liste des sites historiques et culturels majeurs protégés au niveau national sous le numéro de catalogue 306.

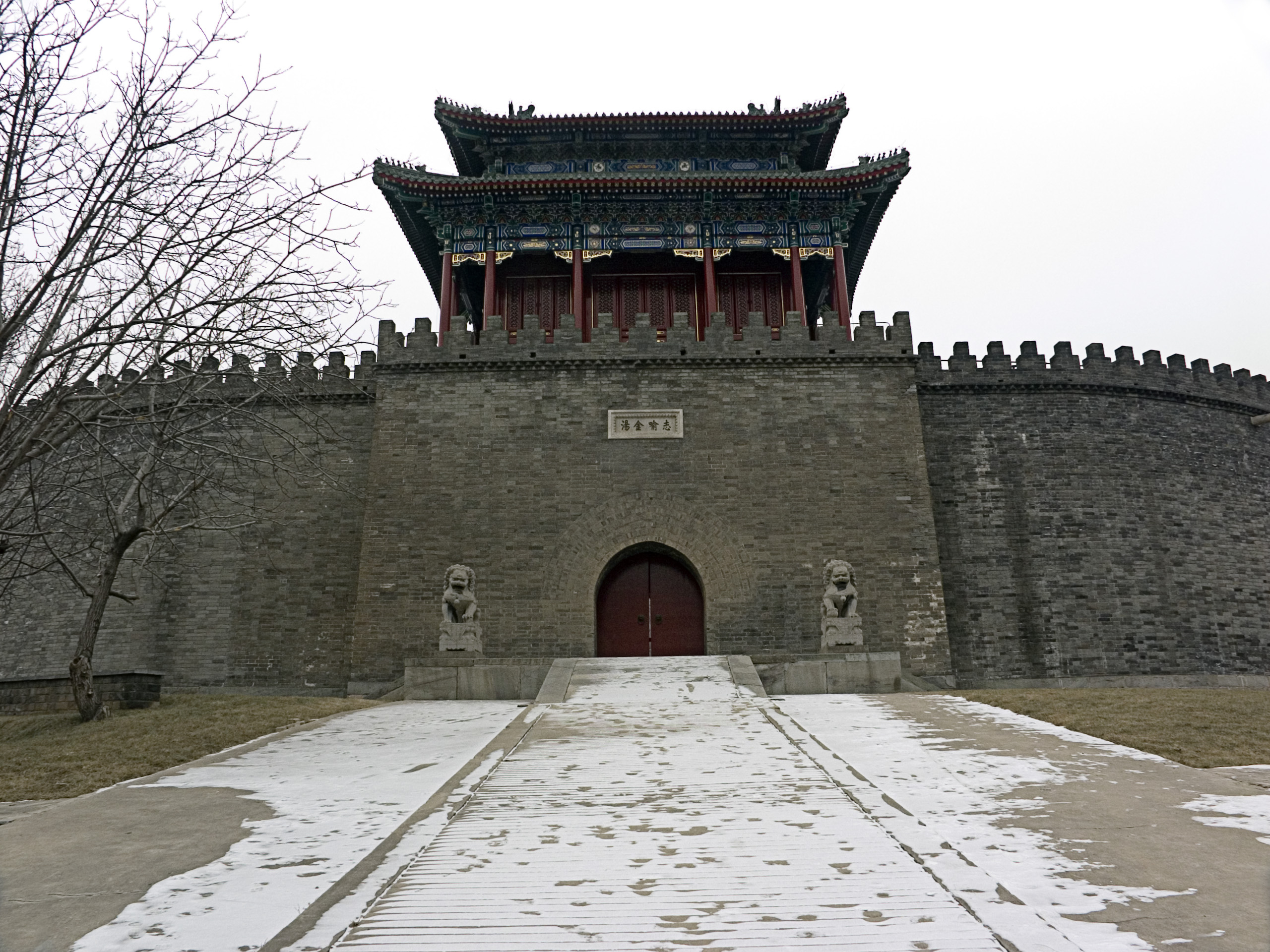
Portail de la citadelle